# Discografia delle Girlicious
Questa è la discografia delle Girlicious  un gruppo pop statunitense tutto al femminile creato dalla coreografa Robin Antin, già creatrice del noto gruppo Pussycat Dolls, nel 2008 tramite il reality show Pussycat Dolls Present: Girlicious. Originariamente il gruppo era composto da Nichole Cordova, Tiffanie Anderson, Chrystina Sayers e Natalie Mejia.
Durante la messa in onda del programma, il gruppo era già stato formato e le quattro ragazze stavano lavorando al loro primo album, intitolato Girlicious. L'album viene pubblicato il 1º luglio 2008. Il primo singolo estratto dall'album è stato Like Me, che vede la collaborazione con Jazze Pha. Il singolo raggiunse ben presto le vette di varie classifiche nel Nord America,. Il pezzo entra anche Billboard Pop 100 negli Stati Uniti. Come secondo singolo viene pubblicato Stupid Shit, che a differenza del precedente ha meno successo. Infine come terzo singolo viene pubblicato Baby Doll, il quale ha poca risonanza.
L'11 giugno 2009 Tiffanie Anderson lascia il gruppo, a causa di incomprensioni con le compagne e con la nuova casa discografica. L'annuncio viene dato dalla stessa Anderson che tramite il suo canale YouTube spiega tutti i motivi della sua uscita dal gruppo.
Il secondo album, dal titolo Rebuilt viene pubblicato 22 novembre 2010. Da questo viene estratto il singolo Over You che verrà pubblicato il 5 gennaio 2010. Il 6 aprile 2010 viene pubblicato il secondo singolo tratto dal nuovo disco: Maniac. Il singolo ebbe un successo complessivamente scarso. Il 31 agosto 2010 viene pubblicato il terzo singolo tratto dall'album: 2 in the Morning. Il 21 febbraio 2011 viene pubblicato il quarto singolo dell'album: Hate Love, il quale viene pubblicato successivamente l'abbandono della band da parte di Chrystina Sayers e di Natalie Mejia.

## Album
| Anno | Titolo | Posizione massima | Certificazioni |
| Anno | Titolo | CAN               | Certificazioni |
| ---- | --- | ----------------- | -------------- |
| 2008 | Girlicious - Pubblicato: 12 agosto 2008 - Etichetta: Geffen Records - Formato: CD, download digitale        | 2                 | - CAN: Platino |
| 2010 | Rebuilt - Pubblicato: 22 novembre 2010 - Etichetta: Universal Music Canada - Formato: CD, download digitale | 86                | —              |

## EP
| Anno | Titolo | Posizione massima | Posizione massima | Certificazioni |
| Anno | Titolo | CAN               | US                | Certificazioni |
| ---- | --- | ----------------- | ----------------- | -------------- |
| 2008 | Like Me/Stupid S*** - Pubblicato: 22 aprile 2008 - Etichetta: Geffen Records - Formato: download digitale | 1                 | 9                 | —              |

## Singoli
| Anno | Singolo          | Posizione | Posizione | Posizione | Posizione | Posizione | Album      |
| Anno | Singolo          | U.S.      | U.S. Pop  | CAN       | BG        | SR        | Album      |
| ---- | ---------------- | --------- | --------- | --------- | --------- | --------- | ---------- |
| 2008 | Like Me          | 2         | 70        | 4         | —         | —         | Girlicious |
| 2008 | Stupid Shit      | —         | —         | 20        | 11        | —         | Girlicious |
| 2008 | Baby Doll        | —         | —         | 55        | —         | —         | Girlicious |
| 2010 | Over You         | —         | —         | 52        | —         | —         | Rebuilt    |
| 2010 | Maniac           | —         | —         | 74        | —         | 11        | Rebuilt    |
| 2010 | 2 in the Morning | —         | —         | 35        | —         | —         | Rebuilt    |
| 2011 | Hate Love        | —         | —         | 59        | —         | —         | Rebuilt    |

### Altre canzoni in classifica
| Anno | Titolo        | Posizione massima | Album      |
| Anno | Titolo        | CAN               | Album      |
| ---- | ------------- | ----------------- | ---------- |
| 2008 | Liar Liar     | 111               | Girlicious |
| 2008 | Still In Love | 109               | Girlicious |

## Videografia

### Video musicali
| Anno | Titolo      | Regista                   |
| ---- | ----------- | ------------------------- |
| 2008 | Like Me     | Steve Antin               |
| 2008 | Stupid Shit | Robin Antin, Mikey Minden |
| 2008 | Baby Doll   | Matt McDermitt            |
| 2010 | Maniac      | Kyle Davison              |